# É Proibido Fumar (álbum de A Bolha)
É Proibido Fumar é o segundo álbum de estúdio da banda brasileira A Bolha.

## História
Nesse álbum a banda adotou uma sonoridade mais pesada em relação ao anterior. Devido a fraca vendagem do álbum eles encerrariam suas atividades no ano seguinte. Durante a turnê de promoção do álbum, a banda excursionava com Erasmo Carlos, abrindo os shows do cantor executando as próprias canções d'A Bolha, e na sequência servia como banda de apoio para o Tremendão. O álbum foi relançado em CD pelo Museu do Disco em parceria com a Universal.

## Faixas
| N.º | Título                             | Compositor(es)                   | Duração |  |
| 1.  | "Deixe Tudo de Lado"               | A Bolha - Nixon                  |         |  |
| 2.  | "Difícil É Ser Fiel"               | A Bolha - Edil                   |         |  |
| 3.  | "É Proibido Fumar"                 | Erasmo Carlos - Roberto Carlos   |         |  |
| 4.  | "Estações"                         | Renato Ladeira                   |         |  |
| 5.  | "Sai do Ar"                        | A Bolha - Paulo Massadas         |         |  |
| 6.  | "Consideração"                     | Erasmo Carlos - Roberto Carlos   |         |  |
| 7.  | "Torta de Maçã"                    | A Bolha - Paulo Massadas         |         |  |
| 8.  | "Luzes da Cidade"                  | Márcio - Ramos                   |         |  |
| 9.  | "Clímax"                           | A Bolha - Jean Pierre            |         |  |
| 10. | "Vem Quente Que Eu Estou Fervendo" | Carlos Imperial - Eduardo Araújo |         |  |
| 11. | "Talão de Cheque"                  | A Bolha - Paulo Massadas         |         |  |

## Integrantes
- Pedro Lima: guitarra solo
- Marcelo Sussekind: guitarra rítmica
- Roberto Ly: baixo
- Serginho Herval: bateria